# Sérgio Oliva
Sérgio Fróes Ribeiro de Oliva (Brasília, 17 de agosto de 1982) é um ginete paralímpico brasileiro.

## Vida e carreira

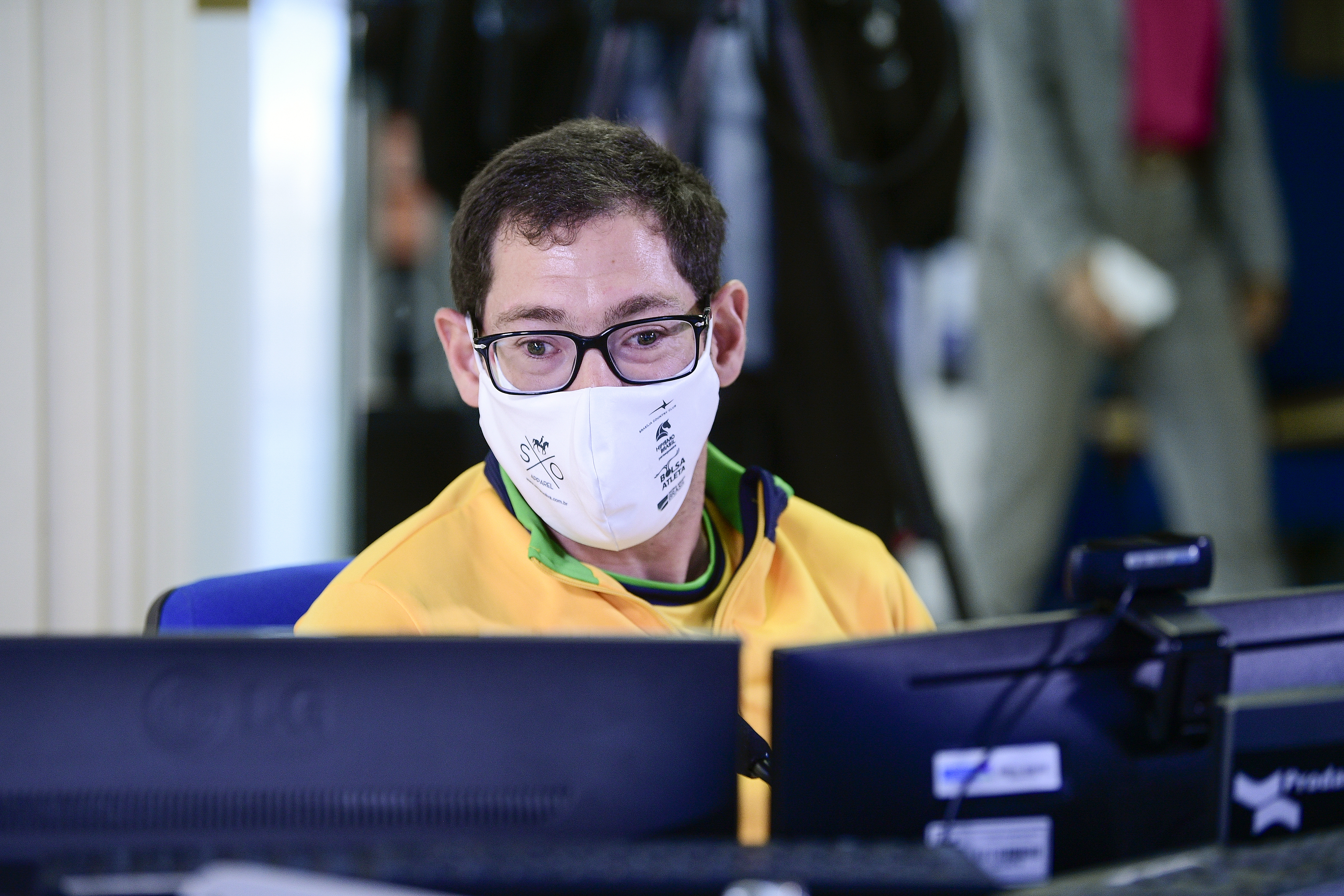
Oliva em 2021

Sérgio veio de um nascimento múltiplo: sua mãe Maria José Ribeiro teve trigêmeos, Eduardo, Flávio e Sérgio. Ele acabou tendo falta de oxigenação e foi para a incubadora, resultando em uma paralisia cerebral e triplegia. Em 1989, aos sete anos, começou no hipismo como forma de terapia. Aos treze anos, sofreu um acidente doméstico onde lesionou o braço direito. Apesar das deficiências, Sérgio seguiu no hipismo e também fez carreira no meio judiciário, tendo cursado Direito e se tornado servidor do Tribunal de Justiça do Distrito Federal e dos Territórios (TJDFT).
Venceu os Campeonatos Brasileiros de 2004, 2005, 2006, 2007, 2008, 2011 e 2012. Ganhou o único ouro do Brasil até então no Campeonato Mundial Paraequestre de 2007, na Inglaterra. 
Ganhou o ouro nos Jogos Parapan-americanos de 2003, em Mar del Plata, e participou em três Jogos Paralímpicos: Pequim 2008, Londres 2012 e Rio 2016. Em sua terceira Paralimpíada, no Rio de Janeiro, conquistou duas medalhas de bronze representando o Brasil nas categorias individual misto IA e estilo livre IA com a égua Coco Chanel, que usa nas competições internacionais desde 2016. Nas competições nacionais, monta o cavalo Coronado Jmen.